# Natação nos Jogos Olímpicos de Verão da Juventude de 2014
A natação nos Jogos Olímpicos de Verão da Juventude de 2014 realizou-se entre 17 e 22 de Agosto no Centro Olímpico de Desportos de Nanquim, em Nanquim, China.

## Qualificação
Cada Comité Olímpico Nacional (CON) pôde ter até oito atletas, quatro de cada sexo e dois por evento. Como anfitriã, a China teve direito automaticamente a todos os lugares, sendo que mais 112, 56 de cada sexo foram decididos pela Comissão Tripartida. Os restantes 280 atletas (140 de cada género) qualificaram-se ao alcançar o Tempo Padrão de Qualificação (o "padrão A" permite dois atletas num evento, enquanto o "padrão B" permite um nadador num evento) e ao estar entre os 140 atletas elegíveis na Tabela de Pontos da FINA. Além disso, apenas as 16 nações com mais pontos da FINA após os Campeonatos Mundiais de Natação de 2013 tiveram direito à quota máxima. Todas as outras nações só metade - quatro atletas, dois de cada sexo.
Para poderem participar nas Olimpíadas da Juventude, os atletas têm que ter nascido entre 1 de Janeiro de 1997 e 31 de Dezembro de 1999.

### Tempos padrão
Os atletas tiveram entre 1 de Abril de 2013 e 8 de Junho de 2014 para alcançar os padrões de qualificação. Uma nação que alcançou os "padrões A" teve direito até dois atletas no evento, e as nações com o "padrão B" só puderam enviar um, desde que o atleta esteja nos primeiros 140 da Tabela de Pontos da FINA.
| Evento                    | Padrão dos Rapazes | Padrão dos Rapazes | Padrão das Moças | Padrão das Moças |
| Evento                    | A – 2 Vagas        | B – 1 Vaga         | A – 2 Vagas      | B – 1 Vaga       |
| ------------------------- | ------------------ | ------------------ | ---------------- | ---------------- |
| 50 m livres               | 23.65              | 24.48              | 26.68            | 27.61            |
| 100 m livres              | 51.46              | 53.26              | 57.38            | 59.39            |
| 200 m livres              | 1:53.57            | 1:57.54            | 2:04.12          | 2:08.46          |
| 400 m livres              | 4:01.68            | 4:10.14            | 4:20.23          | 4:29.34          |
| 800 m livres              | 8:22.84            | 8:40.44            | 9:02.71          | 9:21.70          |
| 50 m costas               | 27.19              | 28.14              | 30.36            | 31.42            |
| 100 m costas              | 57.96              | 59.99              | 1:04.66          | 1:06.92          |
| 200 m costas              | 2:07.48            | 2:11.94            | 2:19.77          | 2:24.66          |
| 50 m bruços               | 29.81              | 30.85              | 33.18            | 34.34            |
| 100 m bruços              | 1:04.79            | 1:07.06            | 1:11.99          | 1:14.51          |
| 200 m bruços              | 2:22.24            | 2:27.22            | 2:35.17          | 2:40.60          |
| 50 m mariposa             | 25.47              | 26.32              | 28.04            | 29.02            |
| 100 m mariposa            | 55.43              | 57.37              | 1:02.62          | 1:04.82          |
| 200 m mariposa            | 2:04.10            | 2:08.44            | 2:24.75          | 2:29.82          |
| 200 m estilos individuais | 2:06.57            | 2:11.00            | 2:21.48          | 2:26.43          |

## Calendário
O calendário foi publicado pelo Comité Organizador dos Jogos Olímpicos da Juventude de Nanquim. Na tabela, M representa um evento matinal (começa às 10:00), sendo que N são os eventos nocturnos (com início às 18:00).
Todos os horários são pela hora padrão chinesa (UTC+8).
| E | Eliminatórias | ½ | Meias-finais | F | Final |

| Data →                              | Dom 17/08 | Dom 17/08 | 2ªF 18/08 | 2ªF 18/08 | 3ªF 19/08 | 3ªF 19/08 | 4ªF 20/08 | 4ªF 20/08 | 5ªF 21/08 | 5ªF 21/08 | 6ªF 22/08 | 6ªF 22/08 |
| Evento ↓                            | M         | N         | M         | N         | M         | N         | M         | N         | M         | N         | M         | N         |
| ----------------------------------- | --------- | --------- | --------- | --------- | --------- | --------- | --------- | --------- | --------- | --------- | --------- | --------- |
| 50 m livres masculino               |           |           |           |           | E         | ½         |           | F         |           |           |           |           |
| 100 m livres masculino              |           |           |           |           |           |           |           |           | E         | ½         |           | F         |
| 200 m livres masculino              |           |           | E         | F         |           |           |           |           |           |           |           |           |
| 400 m livres masculino              | E         | F         |           |           |           |           |           |           |           |           |           |           |
| 800 m livres masculino              |           |           |           |           |           |           |           |           | E         | F         |           |           |
| 50 m costas masculino               |           |           |           |           | E         | ½         |           | F         |           |           |           |           |
| 100 m costas masculino              | E         | ½         |           | F         |           |           |           |           |           |           |           |           |
| 200 m costas masculino              |           |           |           |           |           |           |           |           |           |           | E         | F         |
| 50 m bruços masculino               |           |           |           |           |           |           |           |           | E         | ½         |           | F         |
| 100 m bruços masculino              | E         | ½         |           | F         |           |           |           |           |           |           |           |           |
| 200 m bruços masculino              |           |           |           |           |           |           | E         | F         |           |           |           |           |
| 50 m mariposa masculino             |           |           |           |           |           |           | E         | ½         |           | F         |           |           |
| 100 m mariposa masculino            |           |           | E         | ½         |           | F         |           |           |           |           |           |           |
| 200 m mariposa masculino            |           |           |           |           |           |           |           |           |           |           | E         | F         |
| 200 m estilos individuais masculino |           |           | E         | F         |           |           |           |           |           |           |           |           |
| Estafeta 4x100 m livres masculino   |           |           |           |           | E         | F         |           |           |           |           |           |           |
| Estafeta 4x100 m estilos masculino  |           |           |           |           |           |           | E         | F         |           |           |           |           |
| Data →                              | Dom 17/08 | Dom 17/08 | 2ªF 18/08 | 2ªF 18/08 | 3ªF 19/08 | 3ªF 19/08 | 4ªF 20/08 | 4ªF 20/08 | 5ªF 21/08 | 5ªF 21/08 | 6ªF 22/08 | 6ªF 22/08 |
| Evento ↓                            | M         | N         | M         | N         | M         | N         | M         | N         | M         | N         | M         | N         |
| 50 m livres feminino                |           |           |           |           |           |           |           |           | E         | ½         |           | F         |
| 100 m livres feminino               |           |           | E         | ½         |           | F         |           |           |           |           |           |           |
| 200 m livres feminino               |           |           |           |           |           |           | E         | F         |           |           |           |           |
| 400 m livres feminino               |           |           |           |           |           |           |           |           |           |           | E         | F         |
| 800 m livres feminino               |           |           |           |           | E         | F         |           |           |           |           |           |           |
| 50 m costas feminino                |           |           |           |           |           |           | E         | ½         |           | F         |           |           |
| 100 m costas feminino               | E         | ½         |           | F         |           |           |           |           |           |           |           |           |
| 200 m costas feminino               |           |           |           |           | E         | F         |           |           |           |           |           |           |
| 50 m bruços feminino                | E         | ½         |           | F         |           |           |           |           |           |           |           |           |
| 100 m bruços feminino               |           |           |           |           | E         | ½         |           | F         |           |           |           |           |
| 200 m bruços feminino               |           |           |           |           |           |           |           |           |           |           | E         | F         |
| 50 m mariposa feminino              |           |           |           |           | E         | ½         |           | F         |           |           |           |           |
| 100 m mariposa feminino             |           |           |           |           |           |           |           |           | E         | ½         |           | F         |
| 200 m mariposa feminino             |           |           | E         | F         |           |           |           |           |           |           |           |           |
| 200 m estilos individuais feminino  | E         | F         |           |           |           |           |           |           |           |           |           |           |
| Estafeta 4x100 m livres feminino    |           |           |           |           |           |           |           |           | E         | F         |           |           |
| Estafeta 4x100 m estilos feminino   |           |           | E         | F         |           |           |           |           |           |           |           |           |
| Estafeta 4x100 m estilos feminino   | E         | F         |           |           |           |           |           |           |           |           |           |           |
| Estafeta 4x100 m estilos misto      |           |           |           |           |           |           |           |           |           |           | E         | F         |

## Nações participantes
144 nações estiveram na natação com pelo menos um atleta. Originalmente seriam 145, mas a Serra Leoa teve que descartar a participação devido ao surto de ébola na África Ocidental.
| \| - RSA África do Sul (8) - ALB Albânia (1) - GER Alemanha (8) - ALG Argélia (1) - AND Andorra (1) - ANT Antígua e Barbuda (2) - ARG Argentina (3) - ARM Armênia (1) - ARU Aruba (2) - AUS Austrália (8) - AUT Áustria (4) - AZE Azerbaijão (1) - BAH Bahamas (3) - BAN Bangladesh (1) - BAR Barbados (3) - BEL Bélgica (4) - BLR Bielorrússia (4) - BEN Benim (2) - BER Bermudas (1) - BOL Bolívia (2) - BIH Bósnia e Herzegovina (2) - BOT Botsuana (1) - BRA Brasil (8) - IVB Ilhas Virgens Britânicas (1) - BUL Bulgária (2) - BUR Burquina Fasso (1) - CAM Camboja (1) - CMR Camarões (1) - CAN Canadá (7) - QAT Catar (1) - KAZ Cazaquistão (3) - CHI Chile (1) - CHN China (8) - CYP Chipre (2) - COL Colômbia (1) - COM Comores (1) - KOR Coreia do Sul (4) - CRC Costa Rica (1) - CRO Croácia (3) - CUB Cuba (3) - DJI Djibuti (1) - EGY Egito (4) - ESA El Salvador (3) - SVK Eslováquia (3) - SLO Eslovênia (4) - ESP Espanha (8) - USA Estados Unidos (8) - EST Estônia (3) - FIJ Fiji (1) \| - PHI Filipinas (1) - FIN Finlândia (4) - FRA França (8) - GEO Geórgia (1) - GHA Gana (2) - GBR Grã-Bretanha (8) - GRE Grécia (4) - GRN Granada (2) - GUA Guatemala (1) - GUI Guiné (1) - GUY Guiana (2) - HON Honduras (2) - HKG Hong Kong (4) - HUN Hungria (8) - COK Ilhas Cook (1) - MHL Ilhas Marshall (1) - IND Índia (2) - INA Indonésia (4) - IRI Irã (1) - IRL Irlanda (3) - ISL Islândia (2) - ISR Israel (4) - ITA Itália (8) - JAM Jamaica (2) - JPN Japão (8) - JOR Jordânia (2) - KUW Kuwait (1) - LAT Letônia (2) - LIB Líbano (1) - LBR Libéria (1) - LIE Liechtenstein (1) - LTU Lituânia (4) - LUX Luxemburgo (2) - MAD Madagascar (1) - MAW Malawi (1) - MDV Maldivas (2) - MLI Mali (1) - MLT Malta (2) - MAS Malásia (4) - MRI Maurício (1) - MEX México (4) - FSM Estados Federados da Micronésia (2) - MDA Moldávia (3) - MOZ Moçambique (2) - NAM Namíbia (3) - NZL Nova Zelândia (4) - NCA Nicarágua (1) - NOR Noruega (4) - NED Países Baixos (7) \| - PAK Paquistão (1) - PLW Palau (1) - PLE Palestina (2) - PAN Panamá (3) - PNG Papua-Nova Guiné (2) - PAR Paraguai (1) - PER Peru (2) - POL Polônia (4) - PUR Porto Rico (1) - POR Portugal (4) - CZE Chéquia (4) - COD República Democrática do Congo (1) - DOM República Dominicana (2) - MKD Macedônia do Norte (1) - ROU Romênia (4) - RUS Rússia (8) - RWA Ruanda (1) - LCA Santa Lúcia (1) - VIN São Vicente e Granadinas (1) - SMR San Marino (2) - SRB Sérvia (4) - SEY Seicheles (1) - SLE Serra Leoa (1)[4] - SIN Singapura (4) - SYR Síria (2) - SRI Sri Lanka (2) - SUR Suriname (2) - SWZ Essuatíni (1) - SWE Suécia (6) - SUI Suíça (4) - TPE Taipé Chinês (4) - TJK Tajiquistão (1) - TAN Tanzânia (2) - THA Tailândia (4) - TGA Tonga (1) - TRI Trinidad e Tobago (3) - TUN Tunísia (2) - TUR Turquia (4) - TKM Turcomenistão (1) - UKR Ucrânia (4) - UAE Emirados Árabes Unidos (1) - URU Uruguai (1) - UZB Uzbequistão (2) - VEN Venezuela (4) - VIE Vietnã (4) - ZAM Zâmbia (1) - ZIM Zimbabwe (2) \| | | |
| - RSA África do Sul (8) - ALB Albânia (1) - GER Alemanha (8) - ALG Argélia (1) - AND Andorra (1) - ANT Antígua e Barbuda (2) - ARG Argentina (3) - ARM Armênia (1) - ARU Aruba (2) - AUS Austrália (8) - AUT Áustria (4) - AZE Azerbaijão (1) - BAH Bahamas (3) - BAN Bangladesh (1) - BAR Barbados (3) - BEL Bélgica (4) - BLR Bielorrússia (4) - BEN Benim (2) - BER Bermudas (1) - BOL Bolívia (2) - BIH Bósnia e Herzegovina (2) - BOT Botsuana (1) - BRA Brasil (8) - IVB Ilhas Virgens Britânicas (1) - BUL Bulgária (2) - BUR Burquina Fasso (1) - CAM Camboja (1) - CMR Camarões (1) - CAN Canadá (7) - QAT Catar (1) - KAZ Cazaquistão (3) - CHI Chile (1) - CHN China (8) - CYP Chipre (2) - COL Colômbia (1) - COM Comores (1) - KOR Coreia do Sul (4) - CRC Costa Rica (1) - CRO Croácia (3) - CUB Cuba (3) - DJI Djibuti (1) - EGY Egito (4) - ESA El Salvador (3) - SVK Eslováquia (3) - SLO Eslovênia (4) - ESP Espanha (8) - USA Estados Unidos (8) - EST Estônia (3) - FIJ Fiji (1) | - PHI Filipinas (1) - FIN Finlândia (4) - FRA França (8) - GEO Geórgia (1) - GHA Gana (2) - GBR Grã-Bretanha (8) - GRE Grécia (4) - GRN Granada (2) - GUA Guatemala (1) - GUI Guiné (1) - GUY Guiana (2) - HON Honduras (2) - HKG Hong Kong (4) - HUN Hungria (8) - COK Ilhas Cook (1) - MHL Ilhas Marshall (1) - IND Índia (2) - INA Indonésia (4) - IRI Irã (1) - IRL Irlanda (3) - ISL Islândia (2) - ISR Israel (4) - ITA Itália (8) - JAM Jamaica (2) - JPN Japão (8) - JOR Jordânia (2) - KUW Kuwait (1) - LAT Letônia (2) - LIB Líbano (1) - LBR Libéria (1) - LIE Liechtenstein (1) - LTU Lituânia (4) - LUX Luxemburgo (2) - MAD Madagascar (1) - MAW Malawi (1) - MDV Maldivas (2) - MLI Mali (1) - MLT Malta (2) - MAS Malásia (4) - MRI Maurício (1) - MEX México (4) - FSM Estados Federados da Micronésia (2) - MDA Moldávia (3) - MOZ Moçambique (2) - NAM Namíbia (3) - NZL Nova Zelândia (4) - NCA Nicarágua (1) - NOR Noruega (4) - NED Países Baixos (7) | - PAK Paquistão (1) - PLW Palau (1) - PLE Palestina (2) - PAN Panamá (3) - PNG Papua-Nova Guiné (2) - PAR Paraguai (1) - PER Peru (2) - POL Polônia (4) - PUR Porto Rico (1) - POR Portugal (4) - CZE Chéquia (4) - COD República Democrática do Congo (1) - DOM República Dominicana (2) - MKD Macedônia do Norte (1) - ROU Romênia (4) - RUS Rússia (8) - RWA Ruanda (1) - LCA Santa Lúcia (1) - VIN São Vicente e Granadinas (1) - SMR San Marino (2) - SRB Sérvia (4) - SEY Seicheles (1) - SLE Serra Leoa (1) - SIN Singapura (4) - SYR Síria (2) - SRI Sri Lanka (2) - SUR Suriname (2) - SWZ Essuatíni (1) - SWE Suécia (6) - SUI Suíça (4) - TPE Taipé Chinês (4) - TJK Tajiquistão (1) - TAN Tanzânia (2) - THA Tailândia (4) - TGA Tonga (1) - TRI Trinidad e Tobago (3) - TUN Tunísia (2) - TUR Turquia (4) - TKM Turcomenistão (1) - UKR Ucrânia (4) - UAE Emirados Árabes Unidos (1) - URU Uruguai (1) - UZB Uzbequistão (2) - VEN Venezuela (4) - VIE Vietnã (4) - ZAM Zâmbia (1) - ZIM Zimbabwe (2) |

## Medalhistas
Masculino
| 50 m livres detalhes                                 | Yu Hexin CHN China                                                       | Matheus Santana BRA Brasil                                                     | Dylan Carter TTO Trinidad e Tobago                                           |  |  |  |
| 100 m livres detalhes                                | Matheus Santana BRA Brasil                                               | Yu Hexin CHN China                                                             | Damian Wierling GER Alemanha                                                 |  |  |  |
| 200 m livres detalhes                                | Nicolangelo Di Fabio ITA Itália                                          | Kyle Stolk NED Países Baixos                                                   | Damian Wierling GER Alemanha                                                 |  |  |  |
| 400 m livres detalhes                                | Mykhailo Romanchuk UKR Ucrânia                                           | Marcelo Acosta ESA El Salvador                                                 | Henrik Christiansen NOR Noruega                                              |  |  |  |
| 800 m livres detalhes                                | Ahmed Akram EGY Egito                                                    | Mykhailo Romanchuk UKR Ucrânia                                                 | Henrik Christiansen NOR Noruega                                              |  |  |  |
|                                                      |                                                                          |                                                                                |                                                                              |  |  |  |
| 50 m costas detalhes                                 | Evgeny Rylov RUS Rússia                                                  | Apostolos Christou GRE Grécia                                                  | Simone Sabbioni ITA Itália                                                   |  |  |  |
| 100 m costas detalhes                                | Evgeny Rylov RUS RússiaSimone Sabbione ITA Itália                        | Não atribuída                                                                  | Li Guangyuan CHN China                                                       |  |  |  |
| 200 m costas detalhes                                | Li Guangyuan CHN China                                                   | Evgeny Rylov RUS Rússia                                                        | Luke Greenbank GBR Grã-Bretanha                                              |  |  |  |
|                                                      |                                                                          |                                                                                |                                                                              |  |  |  |
| 50 m bruços/peito detalhes                           | Nikola Obrovac CRO Croácia                                               | Carlos Claverie VEN Venezuela                                                  | Anton Chupkov RUS Rússia                                                     |  |  |  |
| 100 m bruços/peito detalhes                          | Anton Chupkov RUS Rússia                                                 | Maximilian Pilger GER Alemanha                                                 | Carlos Claverie VEN Venezuela                                                |  |  |  |
| 200 m bruços/peito detalhes                          | Ippei Watanabe JPN Japão                                                 | Carlos Claverie VEN Venezuela                                                  | Anton Chupkov RUS Rússia                                                     |  |  |  |
|                                                      |                                                                          |                                                                                |                                                                              |  |  |  |
| 50 m mariposa/borboleta detalhes                     | Yu Hexin CHN China                                                       | Dylan Carter TTO Trinidad e Tobago                                             | Mathys Goosen NED Países Baixos                                              |  |  |  |
| 100 m mariposa/borboleta detalhes                    | Li Zhuhao CHN China                                                      | Aleksandr Sadovnikov RUS Rússia                                                | Nicholas Brown AUS Austrália                                                 |  |  |  |
| 200 m mariposa/borboleta detalhes                    | Tamás Kenderesi HUN Hungria                                              | Benjámin Grátz HUN Hungria                                                     | Giacomo Carini ITA Itália                                                    |  |  |  |
|                                                      |                                                                          |                                                                                |                                                                              |  |  |  |
| 200 m estilos/medley detalhes                        | Benjámin Grátz HUN Hungria                                               | Povilas Strazdas LTU Lituânia                                                  | Norbert Szabó HUN Hungria                                                    |  |  |  |
|                                                      |                                                                          |                                                                                |                                                                              |  |  |  |
| Estafeta/Revezamento 4x100 m livres detalhes         | Duncan Scott Miles Munro Martyn Walton Luke Greenbank GBR Grã-Bretanha   | Alessandro Bori Giacomo Carini Simone Sabbioni Nicolangelo Di Fabio ITA Itália | Marek Ulrich Maximilian Pilger Damian Wierling Alexander Kunert GER Alemanha |  |  |  |
| Estafeta/Revezamento 4x100 m estilos/medley detalhes | Evgeny Rylov Anton Chupkov Aleksandr Sadovnikov Filipp Shopin RUS Rússia | Marek Ulrich Maximilian Pilger Alexander Kunert Damian Wierling GER Alemanha   | Nic Groenewald Grayson Bell Nicholas Brown Kyle Chalmers AUS Austrália       |  |  |  |

Feminino
| 50 m livres detalhes                                 | Rozaliya Nasretdinova RUS Rússia                         | Ami Matsuo AUS Austrália                                                            | Daria Ustinova RUS Rússia                                          |  |  |  |
| 100 m livres detalhes                                | Shen Duo CHN China                                       | Siobhan Haughey HKG Hong Kong                                                       | Qiu Yuhan CHN China                                                |  |  |  |
| 200 m livres detalhes                                | Shen Duo CHN China                                       | Qiu Yuhan CHN China                                                                 | Brianna Throssell AUS Austrália                                    |  |  |  |
| 400 m livres detalhes                                | Hannah Moore USA Estados Unidos                          | Sarisa Suwannachet THA Tailândia                                                    | Kathrin Demler GER Alemanha                                        |  |  |  |
| 800 m livres detalhes                                | Simona Quadarella ITA Itália                             | Jimena Pérez ESP Espanha                                                            | Joanna Evans BAH Bahamas                                           |  |  |  |
|                                                      |                                                          |                                                                                     |                                                                    |  |  |  |
| 50 m costas detalhes                                 | Maaike de Waard NED Países Baixos                        | Jessica Fullalove GBR Grã-Bretanha                                                  | Gabrielle Fa'amausili NZL Nova Zelândia                            |  |  |  |
| 100 m costas detalhes                                | Clara Smiddy USA Estados Unidos                          | Jessica Fullalove GBR Grã-Bretanha                                                  | Bobbi Gichard NZL Nova Zelândia                                    |  |  |  |
| 200 m costas detalhes                                | Ambra Esposito ITA ItáliaHannah Moore USA Estados Unidos | Não atribuída                                                                       | África Zamorano ESP Espanha                                        |  |  |  |
|                                                      |                                                          |                                                                                     |                                                                    |  |  |  |
| 50 m bruços/peito detalhes                           | Rūta Meilutytė LTU Lituânia                              | Julia Willers GER Alemanha                                                          | Anna Sztankovics HUN Hungria                                       |  |  |  |
| 100 m bruços/peito detalhes                          | Rūta Meilutytė LTU Lituânia                              | He Yun CHN China                                                                    | Anastasiya Malyavina UKR Ucrânia                                   |  |  |  |
| 200 m bruços/peito detalhes                          | Anastasiya Malyavina UKR Ucrânia                         | Yang Ji-won KOR Coreia do Sul                                                       | Anna Sztankovics HUN Hungria                                       |  |  |  |
|                                                      |                                                          |                                                                                     |                                                                    |  |  |  |
| 50 m mariposa/borboleta detalhes                     | Rozaliya Nasretdinova RUS Rússia                         | Svenja Stoffel SUI Suíça                                                            | Nastja Govejšek SLO Eslovênia                                      |  |  |  |
| 100 m mariposa/borboleta detalhes                    | Liliána Szilágyi HUN Hungria                             | Zhang Yufei CHN China                                                               | Brianna Throssell AUS Austrália                                    |  |  |  |
| 200 m mariposa/borboleta detalhes                    | Liliána Szilágyi HUN Hungria                             | Zhang Yufei CHN China                                                               | Brianna Throssell AUS Austrália                                    |  |  |  |
|                                                      |                                                          |                                                                                     |                                                                    |  |  |  |
| 200 m estilos/medley detalhes                        | Nguyễn Thị Ánh Viên VIE Vietnã                           | Siobhan Haughey HKG Hong Kong                                                       | Meghan Small USA Estados Unidos                                    |  |  |  |
|                                                      |                                                          |                                                                                     |                                                                    |  |  |  |
| Estafeta/Revezamento 4x100 m livres detalhes         | Qiu Yuhan He Yun Zhang Yufei Shen Duo CHN China          | Rozaliya Nasretdinova Daria Ustinova Irina Prikhodko Daria Mullakaeva RUS Rússia    | Brianna Throssell Ella Bond Amy Forrester Ami Matsuo AUS Austrália |  |  |  |
| Estafeta/Revezamento 4x100 m estilos/medley detalhes | Qiu Yuhan He Yun Zhang Yufei Shen Duo CHN China          | Jessica Fullalove Georgina Evans Charlotte Atkinson Amelia Maughan GBR Grã-Bretanha | Amy Forrester Ella Bond Brianna Throssell Ami Matsuo AUS Austrália |  |  |  |

Misto
| Evento                                               | Ouro                                                               | Prata                                                                                            | Bronze                                                                                  |
| ---------------------------------------------------- | ------------------------------------------------------------------ | ------------------------------------------------------------------------------------------------ | --------------------------------------------------------------------------------------- |
| Estafeta/Revezamento 4x100 m livres detalhes         | Li Guangyuan (M) Qiu Yuhan (F) Yu Hexin (M) Shen Duo (F) CHN China | Luiz Altamir Melo (M) Natalia de Luccas (F) Matheus Santana (M) Giovanna Diamante (F) BRA Brasil | Kyle Chalmers (M) Ami Matsuo (F) Brianna Throssell (F) Nicholas Brown (M) AUS Austrália |
| Estafeta/Revezamento 4x100 m estilos/medley detalhes | Li Guangyuan (M) He Yun (F) Zhang Yufei (F) Yu Hexin (M) CHN China | Irina Prikhodko (F) Anton Chupkov (M) Aleksandr Sadovnikov (M) Daria Ustinova (F) RUS Rússia     | Amy Forrester (F) Grayson Bell (M) Nicholas Brown (M) Ami Matsuo (F) AUS Austrália      |

## Quadro de medalhas
| Ordem | País                  | Medalha de ouro | Medalha de prata | Medalha de bronze |     |
| ----- | --------------------- | --------------- | ---------------- | ----------------- | --- |
| 1     | CHN China             | 10              | 5                | 2                 | 17  |
| 2     | RUS Rússia            | 6               | 4                | 3                 | 13  |
| 3     | HUN Hungria           | 4               | 1                | 3                 | 8   |
| 4     | ITA Itália            | 4               | 1                | 2                 | 7   |
| 5     | USA Estados Unidos    | 3               |                  | 1                 | 4   |
| 6     | UKR Ucrânia           | 2               | 1                | 1                 | 4   |
| 7     | LTU Lituânia          | 2               | 1                |                   | 3   |
| 8     | GBR Grã-Bretanha      | 1               | 3                | 1                 | 5   |
| 9     | BRA Brasil            | 1               | 2                |                   | 3   |
| 10    | NED Países Baixos     | 1               | 1                | 1                 | 3   |
| 11    | CRO Croácia           | 1               |                  |                   | 1   |
|       | EGY Egito             | 1               |                  |                   | 1   |
|       | JPN Japão             | 1               |                  |                   | 1   |
|       | VIE Vietnã            | 1               |                  |                   | 1   |
| 15    | GER Alemanha          |                 | 3                | 4                 | 7   |
| 16    | VEN Venezuela         |                 | 2                | 1                 | 3   |
| 17    | HKG Hong Kong         |                 | 2                |                   | 2   |
| 18    | AUS Austrália         |                 | 1                | 9                 | 10  |
| 19    | ESP Espanha           |                 | 1                | 1                 | 2   |
|       | TTO Trinidad e Tobago |                 | 1                | 1                 | 2   |
| 21    | KOR Coreia do Sul     |                 | 1                |                   | 1   |
|       | ESA El Salvador       |                 | 1                |                   | 1   |
|       | GRE Grécia            |                 | 1                |                   | 1   |
|       | SUI Suíça             |                 | 1                |                   | 1   |
|       | THA Tailândia         |                 | 1                |                   | 1   |
| 26    | NZL Nova Zelândia     |                 |                  | 2                 | 2   |
|       | NOR Noruega           |                 |                  | 2                 | 2   |
| 28    | BAH Bahamas           |                 |                  | 1                 | 1   |
|       | SLO Eslovênia         |                 |                  | 1                 | 1   |
| TOTAL | TOTAL                 | 38              | 34               | 36                | 108 |